# Valdir Peres
Valdir Peres (właśc. Waldir Peres de Arruda, ur. 2 stycznia 1951 w Garça, zm. 23 lipca 2017 w Mogi das Cruzes) – brazylijski piłkarz, w latach 1975-1982 grał w reprezentacji Brazylii w piłce nożnej.

## Kluby piłkarskie
- 1969–1970: Garça
- 1970–1973: Associação Atlética Ponte Preta
- 1973-1984: São Paulo Futebol Clube
- 1984-1984: América Football Club
- 1985-1986: Guarani FC Futebol Clube
- 1986-1988: Sport Club Corinthians Paulista
- 1988-1988: Associação Portuguesa de Desportos
- 1989-1989: AA Ponte Preta
- 1990-1990: Santa Cruz Futebol Clube